# هیوندای تراگو
هیوندایی تراگو (Hyundai Trago) خودرویی است که سیستم جعبه‌دندهٔ آن به صورت خودکار است.